# Almonacid del Marquesado
Almonacid del Marquesado ist eine Gemeinde (Municipio) und ein Dorf mit 417 Einwohnern (Stand: 2024) in der Provinz Cuenca in der Autonomen Region Kastilien-La Mancha. 

## Lage
Almonacid del Marquesado liegt etwa 60 Kilometer westsüdwestlich von Cuenca in einer Höhe von ca. 890 m. 

## Bevölkerungsentwicklung
| 1970 | 1981 | 1991 | 2001 | 2011 | 2021 |
| ---- | ---- | ---- | ---- | ---- | ---- |
| 688  | 631  | 597  | 540  | 467  | 442  |

## Sehenswürdigkeiten

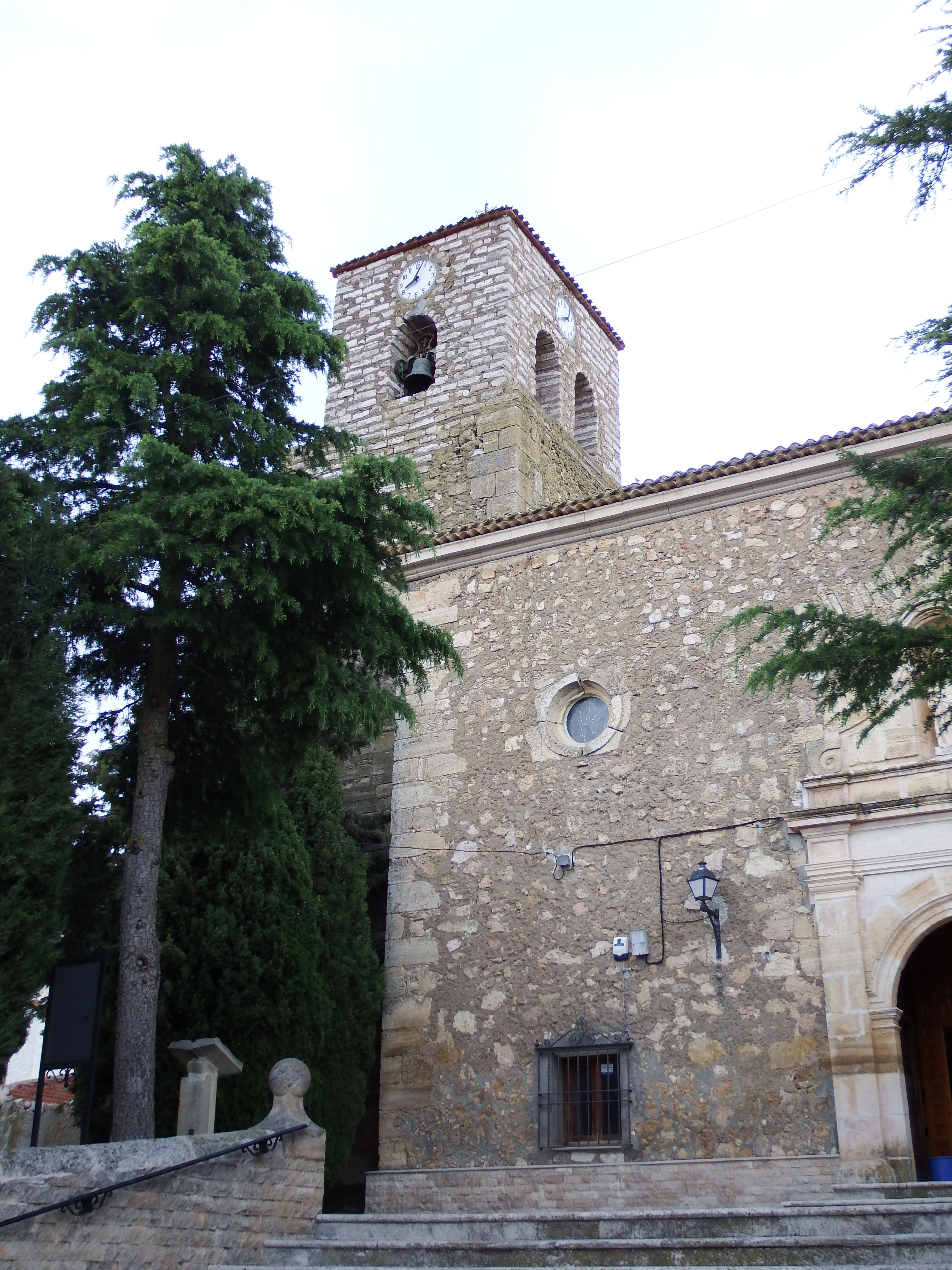
Jakobuskirche
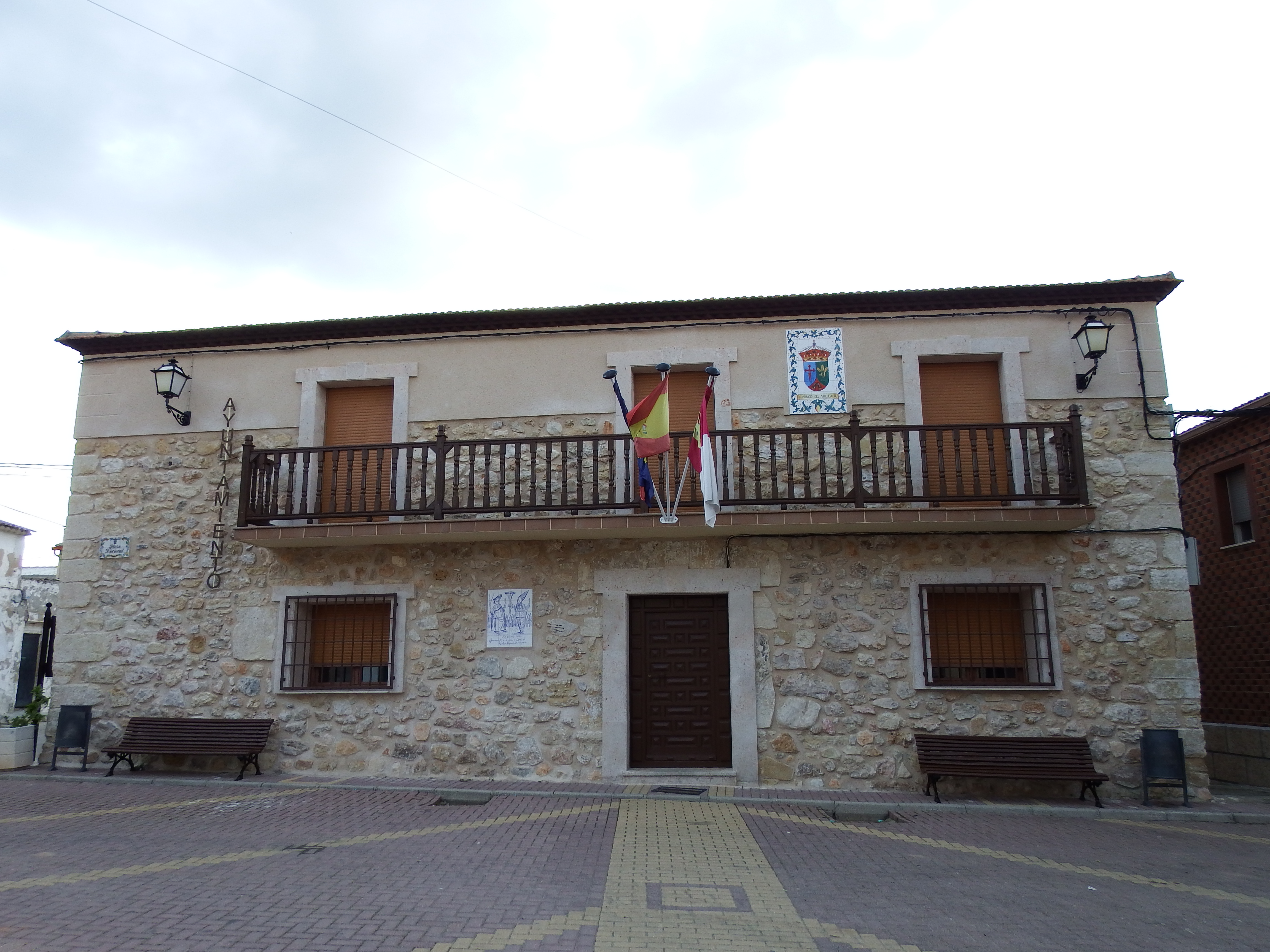
Rathaus

- Jakobuskirche
- Rathaus